# Manuel Joaquín Tarancón y Morón
Manuel Joaquín Tarancón y Morón (Covarrubias, 20 de março de 1782 - Sevilha, 25 de agosto de 1862) foi um cardeal de Espanha.

## Biografia
Nasceu em Covarrubias em 20 de março de 1782. Filho de Antonio Enrique Tarancón y Gallego (nascido em 1757) e Ana Morón y Morón.
Estudou na Universidade de Valladolid, onde se doutorou em direito civil; e na Universidade de Osma, onde obteve o doutorado em direito canônico em 1807.
Ordenado (nenhuma informação encontrada). Em Valladolid, por vinte anos, professor, reitor (18 de outubro de 1807) e grão-chanceler de sua universidade; cânon doutoral de seu capítulo catedral, 1810; cânon de leitura, 1818; Provisor e Vigário Geral, 1819-1829; vigário capitular, 1819-1824 e 1830-1831. Proposto para a sé de Zamora, 8 de julho de 1834, não foi eleito. Deputado aos Tribunais espanhóis, 1834. Membro da junta consultiva do Ministério da Justiça, 1839. Presidente da Caja de Ahorros e Monte de Piedad de Valladolid, 1841. Senador pela província de Valladolid, 1843. Preceptor das Princesas Isabel (futura rainha) e Luísa Fernanda, 1844. Senador vitalícia, 1845.
Eleito bispo de Córdoba em 4 de outubro de 1847. Consagrado em 2 de janeiro de 1848 na igreja de San Isidro, Madri, por Giovanni Brunelli, arcebispo titular de Tessalônica, núncio na Espanha, auxiliado por Juan José Bonel Orbe, arcebispo de Toledo, e por Ramón Montero, arcebispo de Burgos. Assistente do Trono Pontifício, 13 de março de 1855. Promovido à sé metropolitana de Sevilha, 3 de agosto de 1857.
Criado cardeal sacerdote no consistório de 15 de março de 1858; morreu antes de receber o chapéu vermelho e o título. Membro da Academia de Ciências Morais e Políticas, 1861.
Morreu em Sevilha em 25 de agosto de 1862. Exposto e enterrado na capela de São José na catedral metropolitana de Sevilha.